# Fulpingkatti
Fulpingkatti (nep. फुल्पिङकट्टी) – gaun wikas samiti w środkowej części Nepalu  w strefie Bagmati w dystrykcie Sindhupalchowk. Według nepalskiego spisu powszechnego z 2001 roku liczył on 709 gospodarstw domowych i 3829 mieszkańców (1848 kobiet i 1981 mężczyzn).